# Medeopteryx amilae
Medeopteryx amilae (лат.) — вид жуков-светляков из подсемейства Luciolinae (Lampyridae). Филиппины.

## Описание
Длина тела около 1 см. Надкрылья темнокоричневые, пронотум оранжевый, голова коричневая. Развит клипеолабральный шов, лабрум слабо склеротизированный, подвижный; заднебоковые углы пронотума округлые; вентрит V7 трёхвыемчатый; брюшные вентриты с изогнутыми задними краями.

## Классификация
Вид Medeopteryx amilae был впервые описан в 1976 году под названием Pteroptyx amilae Satô, 1976, а его валидный статус подтверждён в ходе ревизии, проведённой в 2013 году австралийскими энтомологами Лэсли Баллантайн (Lesley A. Ballantyne; School of Agricultural and Wine Sciences, Charles Sturt University, Уогга-Уогга, Австралия) и Кристин Ламбкин (Christine L. Lambkin; Queensland Museum, Брисбен, Австралия), когда он был перенесён из рода Pteroptyx в состав рода Medeopteryx. Сходен с таксонами Medeopteryx fulminea, Medeopteryx effulgens и Medeopteryx fulminea.